# 丸中製菓
丸中製菓は兵庫県加西市に本社を置く日本の製菓会社である。

## 概要
1887年に創業したドーナツなどを製造する老舗菓子メーカーである。

### ドーナツについて
過去にはかりんとうを主に製造していた。
しかし、時代が進むに連れかりんとうの日本の菓子市場に占める割合は低くなり、売上不振に陥ったため1988年にドーナツの生産を開始した。

## 特色
ドーナツ、ワッフル、ケーキを主軸に生産している。
特にキングドーナツで知られるドーナツは全国的に有名である。